# Angelo Domenico Luiso
Angelo Luca Domenico Luiso (Bitonto, 10 december 1886 – Salice Salentino, 4 januari 1965) was een Italiaans componist en dirigent. Hij was een zoon van het echtpaar Domenico Luiso, landbouwer, en Apollonia Achille.

## Levensloop
Luiso studeerde aan het Conservatorio di San Pietro a Majella di Napoli in Napels bij Nicola Bellezza, Davide Delle Cese en vervolgens vier jaar bij Pascquale La Rotella (harmonie, contrapunt en instrumentatie voor banda).
Na het behalen van zijn diploma's richtte hij zich op het componeren en het dirigeren. Hij was dirigent van een aanzienlijk aantal banda's (harmonieorkesten), zoals L'Orchestra Sinfonica di Fiati "Davide Delle Cese" Città di Bitonto alsook het orkest van het theater in Bitonto, de Banda Musicale «Niccolò Piccinni» Città di Toritto (sinds 1911), de Banda "F.Fenaroli" Città di Lanciano (1939-1940), de L'Associazione Banda di Castellana Grotte (vanaf 1950), de Banda Musicale di Salice Salentino (1919-1924, in de jaren 1930 en vanaf 1955), de Banda garibaldina Molfetta (1924-1926 en 1931-1947), het Grande Orchestra di Fiati Santa Cecilia di Taranto, de Gran Concerto Bandistico "G. Paisiello" di Taranto, de Banda Città di Martina Franca, Il Corpo Bandistico Euphonia Città di San Giovanni Rotondo (sinds 1954) en de Banda de Gruppo Folkloristico "Les Majorettes" di Grumo Appula.
Naast een aantal bewerkingen van klassieke muziek en selecties vanuit de Italiaanse opera's schreef hij eigen werken voor blaasmuziek. In de hele regio is zijn Salve Regina overbekend, dat meestal gedurende of na de processie avonds op 1 juli uitgevoerd wordt. Zijn werk Epopea Belga werd met een gouden medaille van het Belgische koningshuis bekroond.

## Composities

### Werken voor banda (harmonieorkest)
- 1912 La Dea degli Dei, mars
- 1918 Un saluto a Turitto, mars
- 1924 Triste tramonto, treurmars
- 1949 Reginetta, marcia sinfonica
- Alba fiorita, mars
- Dualismo, mars
- I Saraceni, marcia sinfonica
- Mormorio del ruscello, mars
- Occhi ipnotizzatori, mars
- Rittorno alla vita, marcia sinfonica
- Salice, mars
- Salve Regina, voor tenor en harmonieorkest
- Scusi, ma di che!, mars